# ボルボ・ÖV 4
ボルボ・ÖV4（英語: Volvo ÖV 4）は、ボルボによって製造された最初の車。 ÖV4という名称は、スウェーデン語で「ÖppenVagn4 cylindrar」の略で、オープンキャリッジ、4気筒を意味する。モデルÖV4はしばしば「ヤコブ」と呼ばれたが、それはヤコブの名前の日である7月25日に準備ができた10台のプレシリーズÖV4の1つの名前にすぎない。10台のプロトタイプはすべて、ストックホルムのAB Galco、Hälsingegatan41で組み立てられ、当時はグスタフ・ラーソンはそこで働いていた。 1926年に製造された10台のプレシリーズ車のうち1台だけが後世のために保存され、スウェーデンのヨーテボリのボルボ博物館に収容されている。

## 歴史

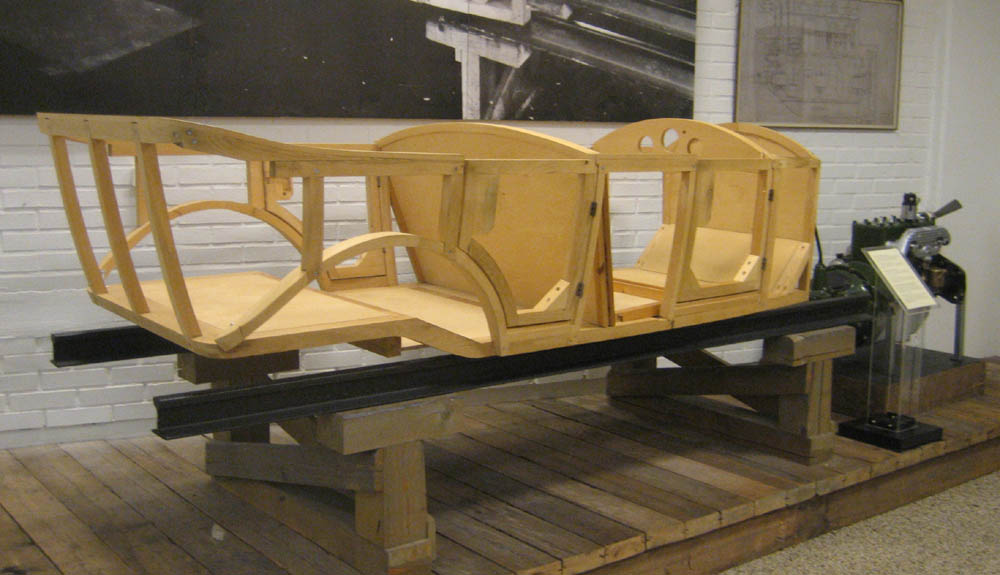
ボディフレームのレプリカ

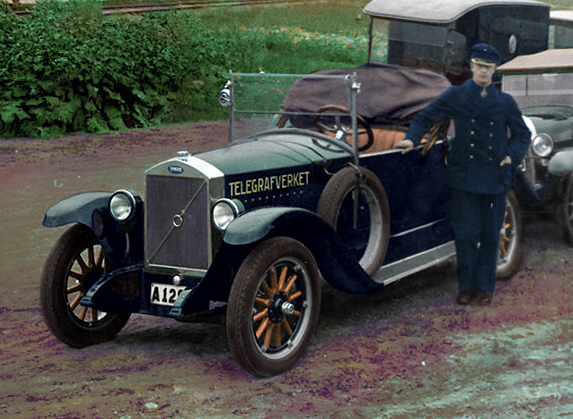
製造された約70台の1台
小型トラックのボルボ・ÖV4TV

エンジンはGustavLarsonによって設計され、その主要なシャーシコンポーネントは、アメリカの自動車産業で長年働いて1924年にスウェーデンに戻ったデザイナーのJan G.Smithによって設計された。Jan G. Smith達がアメリカで収集したÖV4やその他の技術論文の元の図面の多くは、スウェーデンのストックホルムにある国立科学技術博物館のアーカイブに保存されている。
ÖV4が製造された最初のシリーズが工場から出荷されようとした時、エンジニアのエリック・カールバーグがギアを1速に入れたときに車は後退した。リアアクスルのディファレンシャルギアが正しく取り付けられていなかったと説明している。
この間違いにより導入が1日遅れ、ÖV4の正式な発売は1927年4月14日になった。これは、ABボルボが自動車会社ボルボが「誕生した」と公式に述べた日である。自動車会社としての会社は、1926年8月10日にSKFの子会社として誕生した。

## モデル

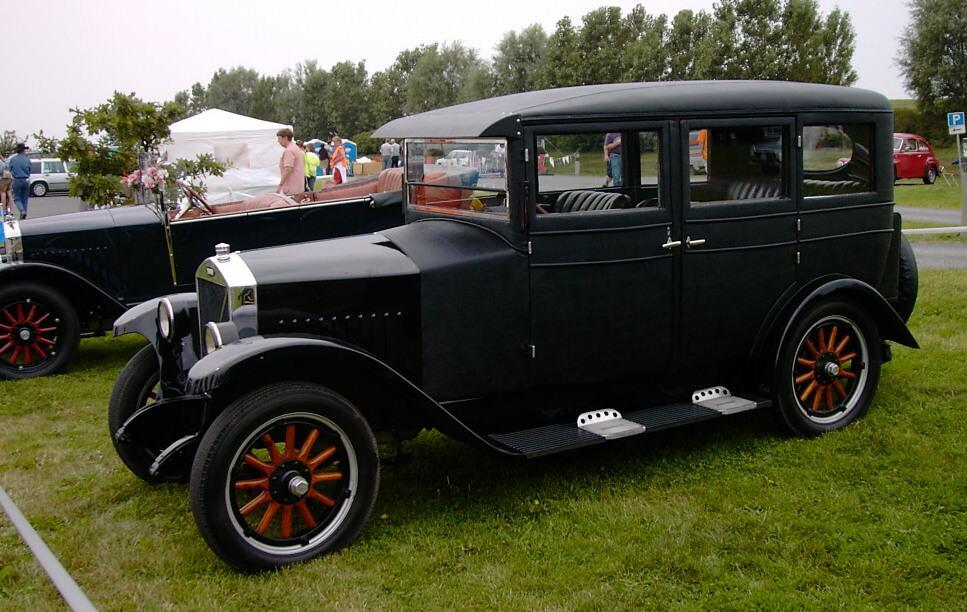
ボルボPV4、ÖV4のカバーバージョン。間もなく改良されたオリジナルデザイン

スウェーデンの気候ではカブリオレは成功しなかった。屋根付きバージョンであるPV4は、1927年の夏に導入された。これはウェイマン式のボディを持っていて、元のデザインはかなり不格好であった。
オリジナルのÖV4を設計したときに彼の個人的なVoisinC5に触発されたHelmerMasOlleは、PV4に激怒し、それに関連していなかったと伝えられている  。
1928年までに、長いボンネットと細いフレームを備えバランスの取れたデザインになった。また、元のPV4の楕円形のリアウィンドウは、長方形のリアウィンドウに置き換えられた。

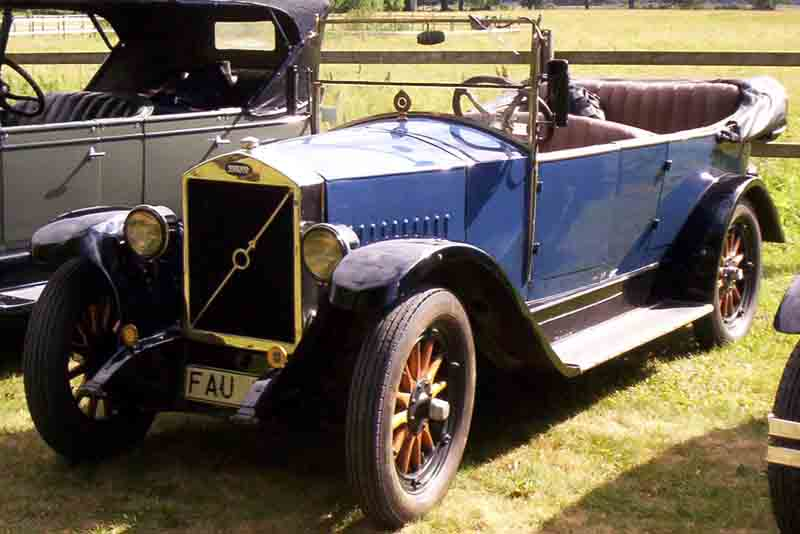
ボルボÖV4ツーリング（1928年）

1927年から1929年の間に、合計996台の自動車が製造された。これらの694台はPV4と302ÖV4であった。対象車のうち251台は「PV4スペシャル」モデルであった。
ÖV4の生産には、王立電気通信会社であるTelegrafverket向けに開発された27台の裸のシャーシと70台の小型ピックアップトラック（ÖV4TV）が含まれている。これらの小型ピックアップトラックのいくつかは他の顧客にも販売された。TVモデルは、フロントシートのすぐ後ろには小さなコンバーチブルトップが取り付けられており、更に後ろにはカーゴエリアがある。

## 技術仕様
- エンジン：4気筒サイドバルブ、1944cc
- パワー出力：28馬力 (21 kW) 2000rpmで
- 最大出力トルク：100ニュートンメートル (74 lb⋅ft)
- ギアボックス：前進3、後進1
- 最高速度：推奨60km/h（37マイル/h）、最高速度90キロメートル毎時 (56 mph)
- 重量： 1,170キログラム (2,579 lb)

1928年以降、四輪ブレーキはオプション装備。

## ノート
- ボルボ1927-1977 、赤。 Björn-EricLindh、Autohistorica、PR-Tryck、Sollentuna、1977年。ISSN 0345-1003
- VolvoPersonvagnar-från20-talから80-talbyBjörn-EricLindh 、1984年。（スウェーデン）。ISBN 91-86442-06-6ISBN 91-86442-06-6
- ボルボオーナーズクラブ、英国：ボルボの30年の歴史、アッサールガブリエルソン著、1959年。 （英語）。